# Онкен, Иоганн Герхард
Иога́нн Ге́рхард О́нкен (нем. Johann Gerhard Oncken; 15 (26 января 1800 года), Фарель — 21 декабря 1883 (2 января 1884 года)) — немецкий пастор и богослов, основатель баптистских церквей Германии и других стран континентальной Европы.

## Юность и начало служения
Поскольку отец Онкена эмигрировал из страны по политическим мотивам до его рождения, а мать преждевременно умерла, он воспитывался в семье родителей матери, городских ремесленников. Крещён в лютеранской церкви.
Около 1814 года, поступив учеником к торговцу, отправился в Шотландию, где первоначально занимался коммерческой деятельностью, впоследствии работал домашним учителем в Лейте, а в дальнейшем переехал в Лондон.
В указанный период Онкен посещал храмы Церкви Шотландии, однако после поселения в Лондоне он заинтересовался служениями общин индепендентов, а в 1820 году присоединился к методистской церкви.
В 1823 году Онкен вернулся в Германию в качестве сотрудника Континентального общества — миссионерской организации, ставившей своей целью распространение религиозных знаний в континентальной Европе. В 1825 году он, совместно с другими сотрудниками основал воскресную школу в Гамбурге.

## Принятие баптистских взглядов
Принятие Онкеном баптистских взглядов носило поэтапный характер. На момент своего возвращения в Германию он исповедовал реформатскую теологию и признавал действительность крещения детей, однако на основании собственных исследований Библии и продолжавшихся контактов с индепендентами, в 1826 году он отказался крестить собственного ребёнка, а в 1829 году решил сам принять крещение полным погружением. В 1835 году И. Онкена, его жену и группу последователей крестил в Эльбе профессор Барнс Сирс, принадлежавший к американской баптистской конвенции (Трехлетний съезд).
Так образовалась первая баптистская церковь Гамбурга, к 1836 году достигшая численности в 68 членов, что вызвало преследования новой религиозной организации со стороны властей. Тем не менее, активное участие в социальной и благотворительной работе склонили общественное мнение на сторону общины и к 1850 году баптисты получили практически полную свободу исповедания, хотя в других немецких землях отдельные случаи преследования и в целом, враждебного отношения со стороны преобладающих церквей, имели место и позднее.

## Миссионерская и организаторская деятельность
В 1848 году Онкен основал газету «Das Missionblatt» (Миссионерский листок), ставшую первым баптистским периодическим изданием в континентальной Европе, в 1880 в Гамбурге основана баптистская семинария с четырёхлетним сроком обучения. В 1847 году И. Онкеном, совместно с Г. В. Леманом и Ю. В. Кёбнером, подготовлено и издано Гамбургское исповедание веры, а в 1849 на его базе образован Союз баптистских конгрегаций Германии.
Не ограничиваясь административной работой в Германии, И. Онкен предпринял ряд миссионерских поездок по Европе, включая Францию, Балканы, Россию, Пруссию, Швейцарию. В качестве члена Эдинбургского библейского общества Онкен активно занимался распространением Библии и за полвека служения им и его сотрудниками распространено около 2 миллионов экземпляров.
В период своего служения Онкен основал свыше 280 баптистских церквей, в том числе более 170 в Скандинавии и славянских странах, а также 771 воскресная школа в Германии. Его миссионерами велась работа среди немецких переселенцев за рубежом, в том числе, в Австралии, Южной Африке и России, что способствовало образованию баптистских церквей в данной среде.
Основанная И. Онкеном семинария стала ведущим образовательным центром для новых баптистских общин. В частности, в 1876 году её окончил будущий руководитель Союза баптистов России В. Г. Павлов, который перед возвращением в Россию был рукоположен И. Онкеном на миссионерское служение.

## Влияние на российский баптизм
Ряд конфессиональных баптистских историков (например, немецкий историк Вильгельм Кале) оценивал Онкена как одного из «отцов» баптизма в Российской империи. Российский баптисты приняли установление Онкена о закрытом проведении хлебопреломления (то есть только для крещённых по вере) и о допуске к крещению только людей, твёрдо и осознанно верующих во Христа. Следование этих правил на практике выделило баптизм из характерного для штундизма богословского разномыслия и повлияла на дальней вектор развития "народного протестантизма" в Российской империи.
Также и «цепочка» пресвитерских баптистских рукоположений восходит от современности к Онкену: в 1869 году он рукоположил двух первых российских пресвитеров (В. Г. Павлова и А. Г. Унгера, которые позднее рукоположили ещё ряд пресвитеров (включая будущего первого председателя Союза русских баптистов И. И. Вилера), те — рукоположили следующих и так далее вплоть до современности.

## Девиз
И. Онкен считается автором девиза: «Каждый баптист — миссионер».